# Вавилонська блудниця

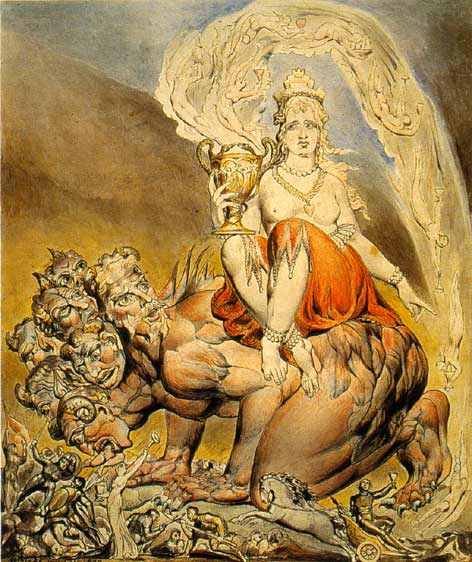
Вавилонська блудниця Вільям Блейк (1757—1827)

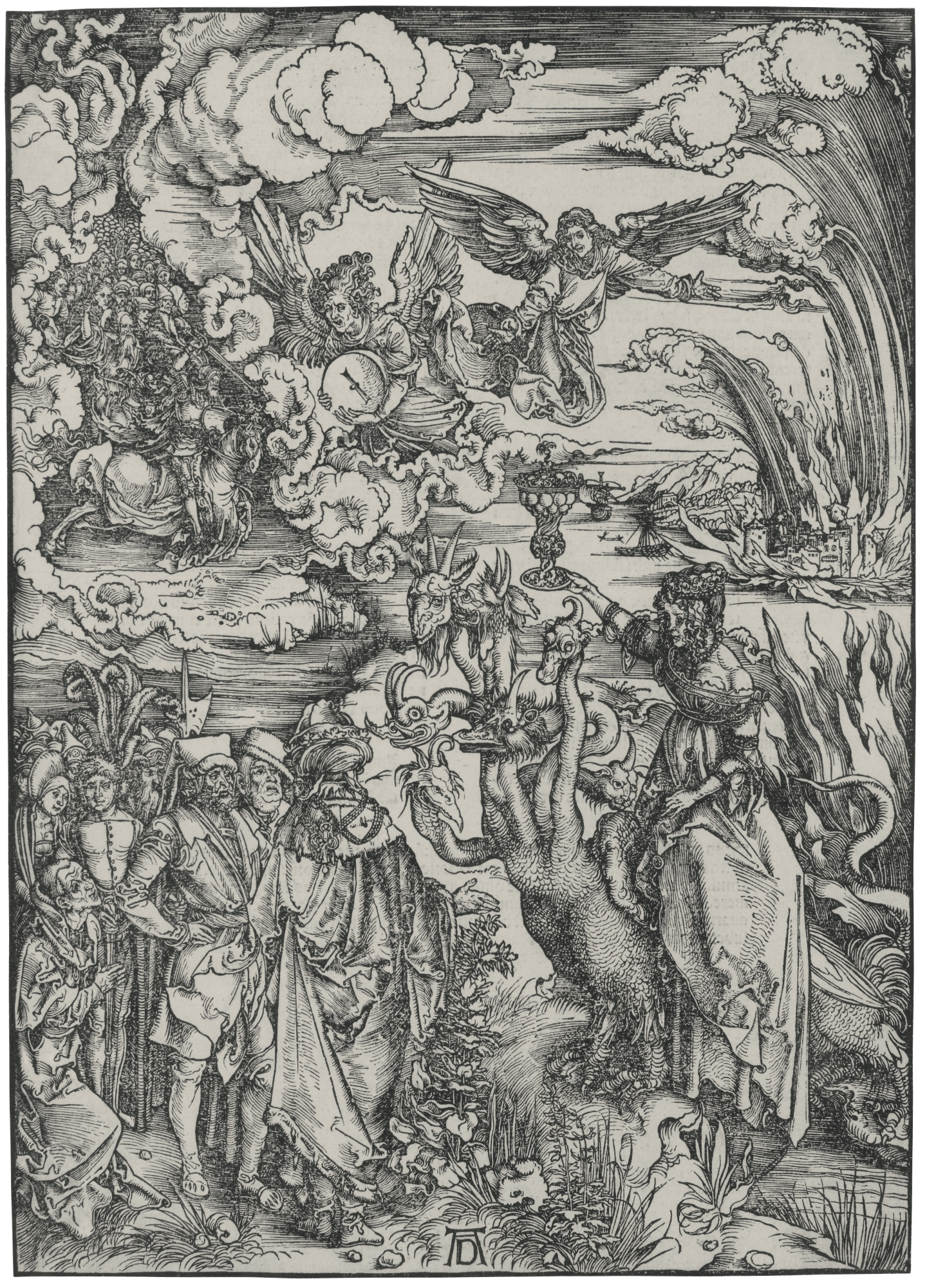
Гравюра Дюрера

Вавило́нська блу́дниця (лат. Babyloniacus fornicaria, Вавилонська повія) — апокаліптичний образ у християнстві, заснований на розповіді з книги «Одкровення Івана Богослова». Образ Вавилонської блудниці і пояснення пов'язаної з нею символіки стали предметом численних богословських тлумачень і суперечок.
Пізніше цей вираз стали розуміти буквально (вавилонська блудниця) і застосовувати, відповідно, до жінки легкої поведінки, чия порочність придбала небувалих, «історичних» масштабів.

## Першоджерело образу

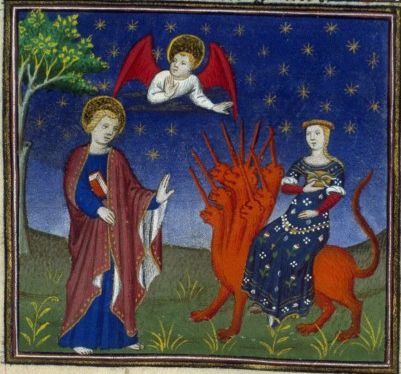
Ангел показує Івану Богослову Вавилонську блудницю (французька мініатюра, XIV століття)

Першоджерелом образу Вавилонської блудниці стало Одкровення Івана Богослова (друга половина I століття), якому явився один із семи ангелів, які мали сім чаш, і запропонував: «підійди, я покажу тобі суд» (Откр.17 :1).
Потім ангел в веде Івана Богослова в пустелю, де він побачив суд над

…великою блудницею, яка сидить на водах многих; з нею блудодіяли царі земні, і вином її блудодіяння впивалися ті, що живуть на землі. І повів мене в дусі в пустелю; і я побачив жінку, яка сиділа на звірі багряному, сповненому імен богохульних, з сімома головами і десятьма рогами. І жінка була одягнена в порфиру і багряницю, прикрашена золотом, коштовними каменями і перлами, і тримала золоту чашу в руці своїй, наповнену мерзотами і нечистотою блудодійства її; і на чолі її написано ім'я: таїна, Вавилон великий, мати блудницям і мерзотам земним. Я бачив, що жінка упоєна була кров'ю святих і кров'ю свідків Ісусових, і, бачачи її, дивувався здивуванням великим. І сказав мені ангел: що ти дивуєшся?… — Одкровення Івана Богослова (Откр.17:10-15) (пер. Хоменка)

В цьому епізоді називається ім'я жінки — Вавилон (по-грецьки місто — πόλις — жіночого роду), що став матір'ю блудницям. Звідси, внаслідок скорочення тексту, виник вислів «Вавилонська блудниця», але це словосполучення в самому Одкровенні місця не має.
Ангел також пояснює і символічне значення цього образу: